# 조로 밀약설
조로밀약설(朝露密約說)은 조선 말 청과 일본 제국 양국의 세력을 견제하고 왕실의 보호를 위하여 러시아 제국의 협력을 얻으려던 전후 2차에 걸친 비밀 교섭이다. 이 교섭으로 인해 조선과 러시아 제국 양국이 동맹을 맺을 수 있었으나, 청, 일본 제국이 저지하였고, 이 사건을 계기로 1885년 대영 제국이 러시아 제국을 견제하기 위해 거문도를 점령 했다가(일명 거문도 사건) 1887년 영•러 양국의 합의로 결국 대영 제국이 거문도에서 철수 하였다.

## 제1차 교섭
러시아는 1884년(고종 21) 한러 수호 통상 조약 체결 이후 급속도로 조선에 대한 세력을 확대해갔다. 그러던 중 갑신정변으로 인해 청·일 양국의 정세가 험악해지자 조선 조정은 불안을 느끼고 러시아와의 접근을 꾀하게 됐다. 이에 1884년(고종 21) 조정의 일부 친러파는 묄렌도르프를 중계로 하여 러시아 정부에 보호를 요청하는 비밀 교섭을 시작하였다.
그동안의 경위에 대해서는 기록이 전부 일본 측 사료에 따른 것이며, 또한 그 기사의 내용이 모두 일치되지 않아서 확실한 것은 알 수 없으나, 이 사실이 폭로되자 국제적으로 큰 물의를 일으켜 묄렌도르프는 면직(免職)되고 청·일 양국은 흥선대원군을 다시 귀환시켜 친러파인 민씨 일파의 세력과 맞서게 하였다.

## 제2차 교섭
그동안 청나라는 원세개를 주한 총리(駐韓總理)로 임명하여 내정을 적극적으로 간섭하고 한편 대원군을 입국시켜 민씨 일파에 위협을 주었다. 이러한 사태에 당황한 척신(戚臣)들은 또다시 러시아와의 접촉을 꾀하여 새로 부임한 러시아 공사 베베르(Waeber : 韋具)에게 보호를 요구하고 군함의 파견까지 간청하였다. 이에 베베르가 문서를 요구하자 민비 등은 총리내무부사(總理內務部事) 심순택(沈舜澤)의 명의로 문서를 만들어 국보(國寶)와 총리대신의 도서(圖書 : 도장)까지 날인해 보냈다. 이러한 교섭에 대하여 미리부터 반대하던 민영익은 사태의 진전을 우려하여 원세개에 통고하니 문제는 또다시 중대해졌다.
이 사건은 명의로 문서에 날인한 심순택 자신도 모르는 일이었고 한편 러시아 정부도 이를 부인하였으나 원세개는 이를 중대시하여 임금의 폐위를 주장하기까지 하는 강경책을 썼다. 그러나 청나라 정부의 사정으로 폐위는 실현되지 않고 밀약설을 추진한 조존두(趙存斗) 등의 유배(流配)로 사건을 일단락 지었다.

## 기타
밀약과는 별도로 대한제국 시기에 고종이 러시아 황제에게 1904년 8월 15일자로 편지를 보내 일본제국의 침략에 대해 밝히면서 동맹을 촉구하기도 했다. 당시 러시아에서는 고종의 요청을 황제에게 상주하지도 않았다고 한다. 러시아는 조선을 무시하고 있었다고 할 수 있다.

## 같이 보기
- 한러 수호 통상 조약